# Raión de Talne
Talne (en ucraniano: Тальнівський район) es un raión o distrito de Ucrania en el óblast de Cherkasy. 
Comprende una superficie de 909 km².
La capital es la ciudad de Talne.

## Demografía
Según estimación 2010 contaba con una población total de 36897 habitantes.

## Otros datos
El código KOATUU es 7124000000. El código postal 20400 y el prefijo telefónico +380 4731.